# Zhalong-Naturschutzgebiet

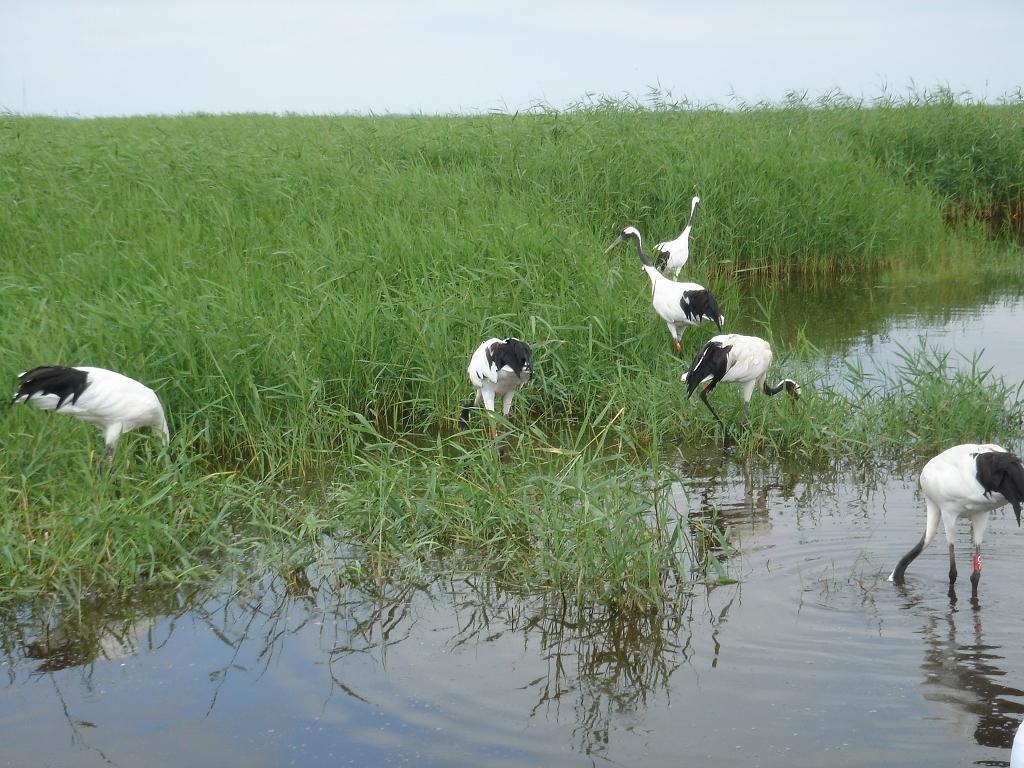
Mandschurenkraniche im Zhalong-Naturschutzgebiet

Das Zhalong-Naturschutzgebiet (chinesisch 扎龍國家級自然保護區 / 扎龙国家级自然保护区, Pinyin Zālóng guójiā jí zìrán bǎohùqū) ist ein Vogelparadies, das sich 26 km südöstlich der chinesischen Stadt Qiqihar befindet. Es erstreckt sich über ein Gebiet von 210.000 Hektar. Dieses Naturschutzgebiet ist Brutplatz für über 290 Vogelarten. Der Naturpark ist besonders für seine Kraniche berühmt. Es leben dort 6 Kranicharten von 15 Spezies weltweit.